# 啞劇劇場
啞劇劇場（丹麥語：Pantomimeteateret）是位於丹麥首都哥本哈根的一座露天劇場。顧名思義，啞劇劇場主要用來表演啞劇，此外也是芭蕾和現代舞的表演場地。啞劇劇場地處蒂沃利公園之內，外觀是一座中國式建築。